# Nampa
Nampa è una città degli Stati Uniti d'America, nella contea di Canyon, nello Stato dell'Idaho.
Con una popolazione di 110 951 abitanti nel 2022, è la città che è cresciuta maggiormente sotto l'aspetto demografico negli anni duemila. È anche la più popolata della contea di Canyon e la seconda città per numero di abitanti dell'intero Idaho, dopo la capitale Boise.
Non si conosce l'origine del nome della città anche se taluni ritengono che esso possa derivare da un termine adoperato dai nativi americani Shoshoni per indicare il mocassino.
Nampa è situata ad una trentina di chilometri a ovest di Boise, lungo l'Interstate 84 (ovest) e di fatto fa parte dell'agglomerato urbano di Boise.
La città registra un forte e caratteristico odore dovuto alla lavorazione della barbabietola da zucchero da parte dell'azienda locale Amalgamated Sugar Company.

## Geografia
Secondo lo United States Census Bureau la città ha un'area per 81.17 km² di cui 80.78 di terreno e 0.15 di acqua

## Storia
Nampa nacque negli anni 1880 quando la Oregon Short Line Railroad costruì una linea da Granger, in Wyoming, a Huntington, in Oregon, che passava attraverso Nampa. Altre linee ferroviarie sorsero attraverso la città, rendendola una città ferroviaria molto importante. I fondatori Alexander e Hannah Duffes costruirono una delle prime fattorie in città, formando infine la Nampa Land and Improvement Company con l'aiuto del loro amico e cofondatore, James McGee. Nonostante il nome, molti dei primi coloni si riferirono alla città come "New Jerusalem" a causa della forte attenzione religiosa dei suoi cittadini. Dopo solo un anno la città era cresciuta da 15 case a 50, con l'aggiunta di nuovi servizi alla città, Nampa continuò la sua crescita e fu incorporata nel 1890.
A differenza della maggior parte delle città in quell'epoca storica con strade che scorrono verso nord e sud, le strade storiche di Nampa corrono perpendicolarmente ai binari della ferrovia che viaggiano da nord-ovest a sud-est attraverso la città, pertanto il lato nord è davvero il lato nord-est dei binari e il lato sud è davvero il lato sud-ovest dei binari, il fondatore Alexander Duffes progettò le strade di Nampa in questo modo per prevenire un incidente come quello che si era verificato in precedenza in una città vicino a Toronto, in quella città, una donna e i suoi due bambini furono uccisi da un treno quando iniziarono a attraversare i binari della ferrovia con il passeggino e la ruota rimase bloccata. Dato che la ferrovia Oregon Short Line attraversava originariamente Boise, Nampa ha il più elegante dei molti depositi ferroviari costruiti nell'area.
La Lakeview School, la prima scuola elementare, fu costruita nel 1890, essa era situata su una collina con vista sul Lago Ethel. Subito dopo la celebrazione del centenario della scuola, fu venduta alla prima chiesa mennonita. Nel 2008 l'edificio è stato rinnovato e viene ora utilizzato dalla Idaho Arts Charter School.
Il lago Ethel, grande riserva idrica per l'irrigazione, era stato a lungo il sito dei picnic della comunità e molti cittadini pescavano, nuotavano, andavano in barca e persino cacciavano attorno al lago e sulle proprietà circostanti, la caccia però non durò a lungo, poiché i proprietari delle fattorie circostanti erano infastiditi dal rumore degli spari e furiosi per la morte accidentale di alcuni loro animali. La città in seguito vendette all'asta le proprietà del lago e E.H. Dewey (ex sindaco di Nampa) era l'unico offerente. In seguito delle inondazioni occasionali portarono a una serie di cause legali con i vicini quindi Dewey prosciugò il Lago Ethel. Non molto tempo dopo, il consiglio comunale si interessò a riacquistare la proprietà di Fritz Miller e la casa di Dewey. 
I cittadini di Nampa volevano però un altro parco e così il 7 agosto 1924, il consiglio comunale approvò un'ordinanza per acquistare la proprietà di Miller e nominarla Lakeview Park, una tribuna fu completata nel 1928, e la piscina comunale fu aperta il 1934, i cui biglietti per il bagno costavano 10 o 15 centesimi ciascuno. È il parco più grande di Nampa e lì si svolgono molte celebrazioni della comunità.
Il colonnello William H. Dewey, parente dell'ex sindaco, un uomo che costruì una fruttuosa miniera a Silver City, vedendo il vantaggio di 4 linee ferroviarie, costruì l'elegante Dewey Palace Hotel nel 1902 per un quarto di milione di dollari, dove morì l'anno successivo, lasciando a suo figlio un milione di dollari in eredità. L'hotel è sopravvissuto al grande incendio del 1909, che ha bruciato diversi isolati del centro di Nampa, ma è stato raso al suolo nel 1963 perché nessuno voleva investire nel rinnovamento della grandiosa struttura, i reperti dell'hotel, come il lampadario e la cassaforte, si trovano nel museo della Contea di Canyon, che si trova nell'edificio del vecchio deposito ferroviario di Front Street e del Municipio. Dopo la demolizione, l'area fu venduta a imprese private, tra cui una banca e un negozio di pneumatici, che sostituivano questo edificio storico. 
Nel 1908 fu costruita una biblioteca Carnegie in centro che dopo un incendio fu trasferita nel 1966 nel secondo sito all'angolo tra 1st Street e 11th Avenue South, nel vecchio edificio della banca finché una nuova biblioteca, situata sulla 12th Avenue South, è stata aperta nel marzo 2015.
Il Deer Flat Reservoir, un serbatoio per l'irrigazione a valle, fu costruito dall'Ufficio degli Stati Uniti per la bonifica tra il 1906 e il 1911 del Lago Lowell che è circondato dal Deer Flat National Wildlife Refuge, istituito nel 1909 dal presidente Theodore Roosevelt. Il rifugio è amministrato dal Servizio di pesca e fauna selvatica degli Stati Uniti. Il lago Lowell è riempito dal canale di New York, l'acqua viene deviata dal fiume Boise poche miglia sotto.
L'Idaho State School and Hospital fu costruita a nord-ovest di Nampa nel 1910, per la popolazione dello stato con disabilità mentali, e fu aperta nel 1918. L'istituzione era in gran parte autosufficiente, con una grande fattoria gestita dai residenti, i residenti più efficienti si prendevano cura anche dei residenti che non erano capaci di farlo a causa di un'elevata disabilità. Molto è cambiato nella cura delle persone con disabilità dello sviluppo dal momento dell'apertura della scuola pubblica: il terreno per la vecchia fattoria è stato venduto e ora sono campi da golf (Centennial e Ridgecrest), e gli abitanti non prestano più assistenza primaria agli altri residenti. L'istituzione si è modernizzata e rimane in funzione, anche se alcuni degli edifici più antichi sono ora utilizzati per ospitare i minorenni.
Nampa ha organizzato un festival annuale del raccolto e un mercato degli agricoltori a partire dal 1908 circa, creando un momento di festa e divertimento per la comunità. Da questo festival è nato il Snake River Stampede Rodeo nel 1937, che continua ancora oggi.
Una congregazione locale della Chiesa del Nazareno ha costruito una piccola scuola elementare nel 1913, successivamente è cresciuta divenendo il Northwest Nazarene College nel 1915 e infine la Northwest Nazarene University. L'università ha attualmente un corpo studentesco di 2 500 studenti.
Karcher Mall è stato aperto nel 1965, il primo centro commerciale al coperto nella Treasure Valley, il centro commerciale Karcher è stato il luogo dove radunarsi per diversi decenni fino a quando il centro commerciale Boise Towne Square è stato costruito a Boise nel 1988, attirando diverse persone. Con un nuovo interscambio nelle vicinanze, l'area è in piena espansione con nuovi affari.
Nampa sta crescendo rapidamente, con nuove case, centri commerciali e strade. Il Treasure Valley Marketplace a nord di Karcher Interchange ha numerosi rivenditori tra cui Costco, Target, Best Buy, Cost Plus World Market, Olive Garden, Michael's, DressBarn, Old Navy, Bed Bath & Beyond, Petco e Kohl's. Di fronte al Treasure Valley Marketplace c'è un secondo centro commerciale con un McDonald's. Il Nampa Gateway Center è un centro commerciale in fase di sviluppo vicino all'Idaho Center vicino all'uscita Garrity Boulevard dell'Interstate 84. J.C. Penney, l'Autorità sportiva, Macy's, l'Idaho Athletic Club e Edwards Cinema si trovano nel Nampa Gateway Center, anche Wal-Mart è nella stessa area.
L'Idaho Press-Tribune è il giornale locale per l'area della Contea di Canyon.